# Społeczeństwo ryzyka
Społeczeństwo ryzyka – określenie wprowadzone przez Ulricha Becka w celu opisania konsekwencji wynikających z rozwoju społeczeństwa przemysłowego, spowodowanych rozwojem cywilizacyjnym i technologii, których skutkami są nieodwracalne zmiany, nad którymi nie można zapanować. Skażenie środowiska, globalne ocieplenie spowodowane emisją dwutlenku węgla i metanu, zagrożenia zewnętrzne (na przykład susze) będą uzupełniane sytuacjami spowodowanymi przez działania człowieka. 
Podstawowe rodzaje ryzyka według Becka to: ryzyko ekologiczne, zdrowotne, informatyczne i społeczne (indywidualizacja i osamotnienie, masowe bezrobocie, wykształcenie bez zatrudnienia, zmiana relacji między płciami).